# Застінки (Молодечненський район)
Застінки (біл. вёска Засьценкі) — село в складі Молодечненського району Мінської області, Білорусь. Село підпорядковане Тюрлівській сільській раді, розташоване в західній частині області.